# Hyloscirtus armatus
Hyloscirtus armatus är en groddjursart som först beskrevs av George Albert Boulenger 1902.  Hyloscirtus armatus ingår i släktet Hyloscirtus och familjen lövgrodor. IUCN kategoriserar arten globalt som livskraftig. Inga underarter finns listade i Catalogue of Life.